# DODECAGON
『DODECAGON』は、キリンジの６枚目のアルバム。

## 概要
- 冨田恵一のプロデュースを離れての初のセルフプロデュース作品であり、コロムビア移籍後初のアルバムでもある。
- タイトルは、収録曲が12曲（=正十二角形をドデカゴンと呼ぶ）であることから（ボーナストラック除く）。
- それまでのキリンジ・サウンドとは趣を異にする、エレクトロ風味を増したサウンドは、リリース当時ファンを驚かせた。
- ボーナストラックとして、配信限定でリリースされたシングル曲「影の唄」を収録。

## 収録曲
1. Golden harvest
  - 作詞・作曲：堀込高樹
2. 自棄っぱちオプティミスト
  - 作詞・作曲：堀込高樹
3. 柳のように揺れるネクタイの
  - 作詞・作曲：堀込高樹
4. アメリカン・クラッカー
  - 作詞・作曲：堀込泰行
5. 鼻紙
  - 作詞・作曲：堀込泰行
6. ロープウェイから今日は
  - 作詞・作曲：堀込高樹
7. CHANT!!!!
  - 作詞・作曲：堀込泰行
8. ロマンティック街道（Album Ver.）
  - 作詞・作曲：堀込高樹
9. 愛しのルーティーン
  - 作詞・作曲：堀込泰行
10. Lullaby
  - 作詞・作曲：堀込泰行
11. Love is on line
  - 作詞・作曲：堀込高樹
12. ブルーバード（Album Ver.）
  - 作詞・作曲：堀込泰行
13. 影の唄
  - 作詞・作曲：堀込高樹